# 首都高速2號目黑線
首都高速2號目黑線（日语：／ Shuto kōsoku 2 gō Meguro sen */?）是日本東京都港區一之橋系統交流道開始，經南麻布、上大崎、西五反田至品川區戶越出入口及荏原出入口，全長約6公里的首都高速道路路線。

## 概要
法定路線名稱的「都道首都高速2號線」是指東京都中央區銀座8丁目（東京高速道路連接處） - 港區東新橋1丁目（汐留系統交流道）與港區海岸1丁目（濱崎橋系統交流道） - 品川區戶越1丁目的8.5公里區間，「都道首都高速2號分岐線」是指港區麻布十番（一之橋系統交流道） - 港區六本木3丁目（谷町系統交流道）的1.5公里路線。其中，東京高速道路連接處 - 汐留系統交流道間稱為首都高速八重洲線，濱崎橋系統交流道 - 一之橋系統交流道 - 谷町系統交流道間稱為首都高速都心環狀線、一之橋系統交流道至戶越出入口稱為「首都高速2號目黑線」。
都心環狀線濱崎橋系統交流道至一之橋系統交流道是位於古川上方的高架，從一之橋系統交流道至天現寺出入口的2號目黑線也一樣以高架方式沿著古川南進。一之橋系統交流道原先計畫是收購河岸民有地，因此採高架上下2段構造以減少用地收購。天現寺出入口至舊白金三光町為民有地收購區間，往前接上外苑西通至國立科學博物館附屬自然教育園。為了盡量減少對園內生態系的影響，路線從西側通過，最初要南北貫穿園內的外苑西通也改至首都高速下方。該段高架的路燈也改為側欄式，而非一般的柱式路燈。目黑站東側跨越目黑通的區間是預力混凝土三跨連續箱梁橋構造，這是為了不影響下方交通，在不做任何支撐工作的情況下，使用了預鑄砌塊工法建造而成。該座目黑高架橋也獲選1966年度土木學會田中獎第一年作品獎。道路在目黑站與五反田站之間跨越山手線，接著在西五反田6丁目分岔為跨越主道轉向西南方連接中原街道的荏原出入口，以及直行連接第二京濱，為正式終點的戶越出入口。
本路線與1号上野線一樣未連接都心環狀線以外的高速道路（雖有與中央環狀線交會但未連接），因此在首都高速路線中交通量較少，堵塞鮮少發生。
由於2號線全線位於週末大型貨物進入限制基準的環七通內側，終點戶越出入口、荏原出入口也在限制區域內，全線周六晚上10點至周日早上7點禁止大貨車通行
雖然叫作「目黑線」、但沒有通過目黑區。

## 出入口

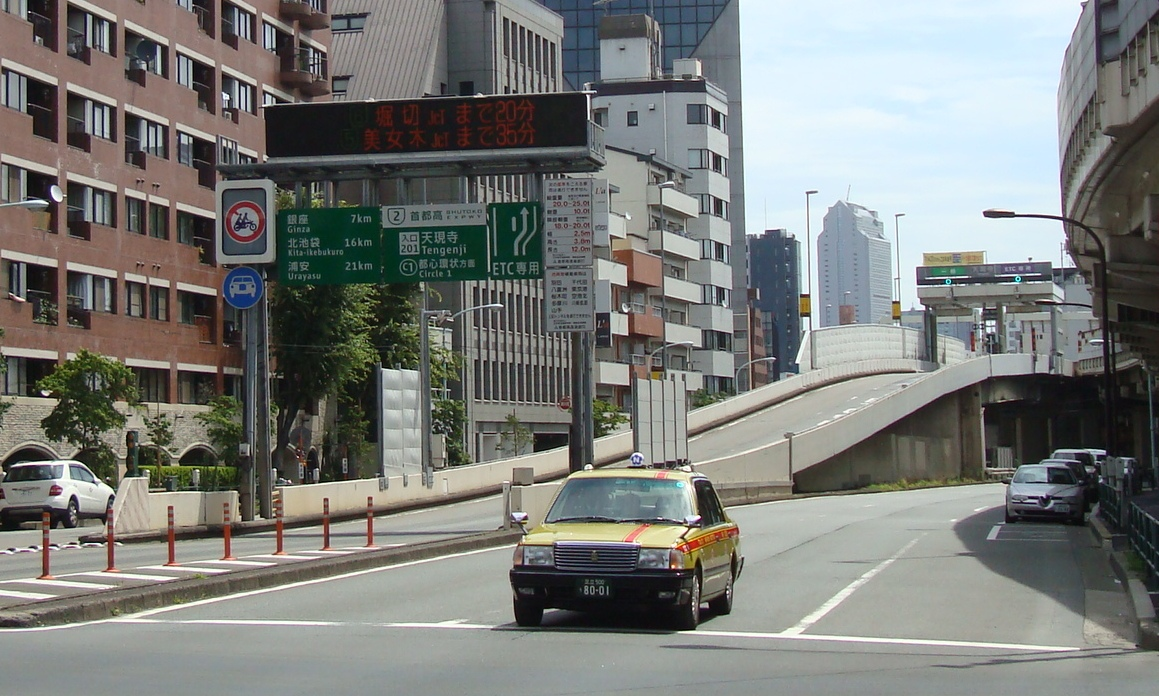
天現寺匝道

全線都位於日本東京都內。
| 出入口編號            | 中文設施名   | 日文設施名 | 英文設施名 | 接續路線名                       | 起點起計（公里） | 備註                   | 所在地 |
| --------------------- | ------------ | ---------- | ---------- | -------------------------------- | ---------------- | ---------------------- | ------ |
| -                     | 一之橋JCT    |            |            | 首都高速都心環狀線               | 0.0              |                        | 港區   |
| 201                   | 天現寺出入口 |            |            | 明治通                           | 1.8              | 銀座、北池袋方向出入口 | 港區   |
| -                     | 白金TB       |            |            | -                                |                  | 銀座、北池袋方向       | 港區   |
| 203                   | 目黑出入口   |            |            | 東京都道418號北品川四谷線 目黑通 | 3.6              | 銀座、北池袋方向出入口 | 港區   |
| 205                   | 荏原出入口   |            |            | 都道2號中原街道                  | 5.8              | 銀座、北池袋方向出入口 | 品川區 |
| 207                   | 戶越出入口   |            |            | 國道1號第二京濱                  | 5.9              | 銀座、北池袋方向出入口 | 品川區 |
| 2號線延伸（候補路線） |              |            |            |                                  |                  |                        |        |

## 歷史
- 1959年2月25日：做為日本道路公團一般收費道路「東京都市高速道路」的部分，正式動工
- 1967年9月30日：一之橋系統交流道～戶越出入口開通，全線通車

## 交通量
24小時交通量（台）　道路交通調查
| 區間                            | 平成17（2005）年度 | 平成22（2010）年度 | 平成27（2015）年度 |
| ------------------------------- | ------------------ | ------------------ | ------------------ |
| 一之橋系統交流道 - 天現寺出入口 | 44,999             | 53,331             | 49,524             |
| 天現寺出入口 - 目黑出入口       | 44,999             | 44,813             | 37,858             |
| 目黑出入口 - 戶越出入口         | 44,999             | 28,148             | 23,786             |
| 戶越出入口 - 荏原出入口         | 44,999             | 28,148             | 23,786             |

（來源：「平成22年度道路交通センサス （页面存档备份，存于）」・「平成27年度全国道路・街路交通情勢調査 （页面存档备份，存于）」（國土交通省網頁））
- 令和2年度預定實施的交通量調査因嚴重特殊傳染性肺炎的影響而延期[5]。

## 2號線延伸
東京都市計畫審議會的高速道路調査特別委員會在1968年針對2號線延伸連接第三京濱道路（國道466號）進行審議，「2號線延伸」雖為地域高規格道路候補路線，但現時沒有具體計劃。

## 外部連結
- 首都高速道路株式会社